# Elvir Rahimić
Elvir Rahimić (Živinice, Bosnia y Herzegovina, 4 de abril de 1976) es un exfutbolista bosnio. Jugaba de volante. Su último equipo fue el PFC CSKA Moscú de la Liga Premier de Rusia.

## Selección nacional
Ha sido internacional con la selección de fútbol de Bosnia y Herzegovina, ha jugado 40 partidos internacionales.

## Clubes
| Club                 | País                 | Año       |
| -------------------- | -------------------- | --------- |
| NK Bosna Visoko      | Bosnia y Herzegovina | 1994-1997 |
| Interblock Ljubljana | Eslovenia            | 1997-1998 |
| SK Vorwärts Steyr    | Austria              | 1998      |
| FC Anzhi Makhachkala | Rusia                | 1999-2001 |
| PFC CSKA Moscú       | Rusia                | 2001-2014 |